# Šaban Trstena
Šaban Trstena, född den 1 januari 1965 i Skopje, Makedonien, är en jugoslavisk brottare som tog OS-guld i flugviktsbrottning i fristilsklassen 1984 i Los Angeles och därefter OS-silver i samma viktklass 1988 i Seoul. 